# Trichoanoreina albomaculata
Trichoanoreina albomaculata là một loài bọ cánh cứng trong họ Cerambycidae.